# Mitsubishi Estate
La Mitsubishi Estate Co., Ltd. è un'azienda del settore immobiliare appartenente alla Mitsubishi. È maggiore azionista di alcune delle principali banche del Paese.